# Подлясско-Брестская впадина
Подлясско-Брестская впадина — крупная отрицательная тектоническая структура Русской плиты Восточно-Европейской платформы на юго-западе Беларуси и сопредельной территории Польши.
На севере и юге ограничено разломами субширотного распространения Свислоцким и Северо-Ратновским, за которыми расположены соответственно Белорусская антеклиза и Луковско-Ратновский выступ Волыно-Подольской плиты. Восточная граница с Полесской седловиной проведена условно по глубине залегания поверхности кристаллического фундамента 500 м ниже уровня моря. На западе впадина примыкает к линии Тейсейра — Торнквиста. Вытянута в субширотном направлении на 350 км, ширина 90—130 км.
Имеет вид структурного залива, который центроклинально замыкается на востоке и открывается на западе. Поверхность фундамента углубляется от 500 до 9000 м ниже уровня моря, осложнено разломами северо-восточного направления и локальными малоамплитудными поднятиями, которые проявляются в платформенном чехле до нижнего девона включительно. Заполнено позднепротерозойскими, палеозойскими, мезозойскими и кайнозойскими отложениями. Основной этап формирования — каледонский (ранний кембрий — ранний девон).